# Majur (okręg maczwański)
Majur (cyr. Мајур) – wieś w Serbii, w okręgu maczwańskim, w mieście Šabac. W 2011 roku liczyła 7031 mieszkańców.